# Møre og Romsdal
Møre og Romsdal este o provincie din Norvegia aparținând regiunii Vestlandet împreună cu provinciile Rogaland și Vestland.
Møre og Romsdal are un total de 36 de comune:
| - Ålesund - Aukra - Aure - Averøy - Eide - Fræna - (Frei - s-a unit cu Kristiansund la 1 ianuarie 2008) - Giske - Gjemnes - Halsa - Haram - Hareid - Herøy - Kristiansund - Midsund - Molde - Nesset - Norddal - Ørskog | - Ørsta - Rauma - Rindal - Sande - Sandøy - Skodje - Smøla - Stordal - Stranda - Sula - Sunndal - Surnadal - Sykkylven - Tingvoll - (Tustna - s-a unit cu Aure la 1 ianuarie 2006) - Ulstein - Vanylven - Vestnes - Volda |